# تاريخ التكنولوجيا العسكرية
أحدث التمويل العسكري للعلوم تحولًا قويًا في ممارسات ونتاجات البحث العلمي في بداية القرن العشرين؛ فمنذ الحرب العالمية الأولى خصوصًا، عُدت التكنولوجيا العسكرية المعتمدة على العلوم الأكاديمية أحد العوامل الأساسية في تصنيف فاعلية ونجاح الجيوش.

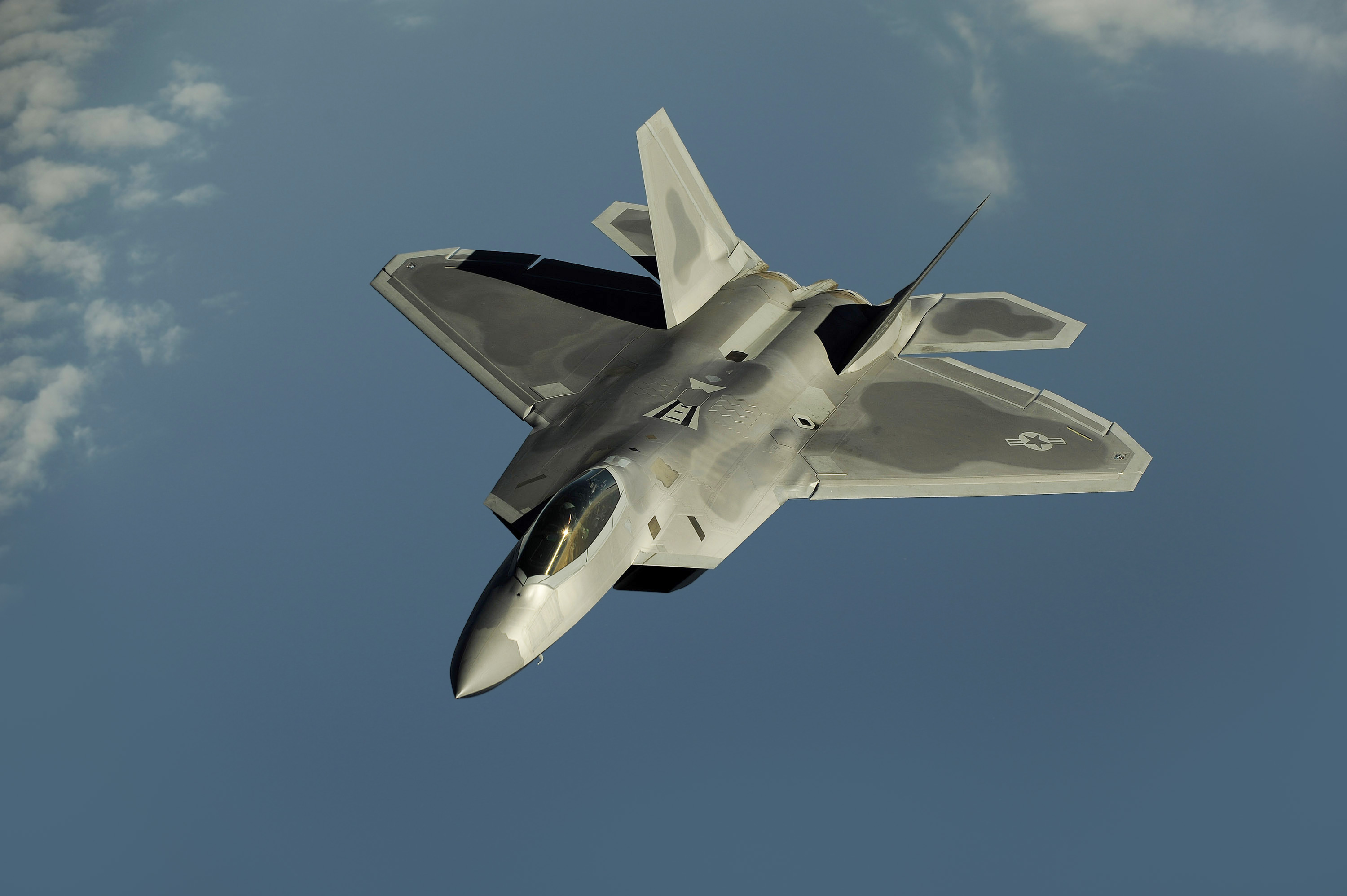
مقاتلة F-22 رابتور الامريكية الشبحية، التي تعتبر أول طائرة مقاتلة متعددة المهام بخصائص شبحية في التاريخ وأحد انتصارات الولايات المتحدة التكنلوجية على خصومها.

غالبًا، يطلق على الحرب العالمية الأولى «حرب الكيميائيين»؛ وذلك بسبب الاستخدام المكثف للغازات السامة وبروز أهمية مواد كيميائية كالنترات والحشوات شديدة الانفجار. استخدم الغاز السام خلال الحرب بكثافة من قبل الألمان والبريطانيين على حد سواء؛ بدايةً من عام 1915، أنتجت المصانع الألمانية المتخصصة بالأصباغ الكيميائية غاز الكلور، ومع امتداد الحرب انخرط العلماء في كلا الجانبين بسباق تسلح كيميائي لتطوير غازات أقوى، إضافةً إلى تطوير التدابير المضادة لتحييد فاعلية الغازات الجديدة التي ينتجها العدو على الطرف الأخر. ساهمت الفيزياء أيضًا في المجهود الحربي، بتطوير تكنولوجيا الاتصالات اللاسلكية والطرق المعتمدة على تحليل الصوت لاكتشاف الغواصات. فتحت هذه الأحداث الباب لعلاقة ناشئة (لأول مرة) بين العلوم الأكاديمية والعسكرية.
شهدت الحرب العالمية الثانية زيادة هائلة في التمويل العسكري للعلوم، وعلى رأسها الفيزياء؛ فإضافةً إلى مشروع مانهاتن الأمريكي، الذي أنتج القنبلة الذرية، عمل البريطانيون والأمريكيون على صناعة الرادارات على نطاق واسع، وكان لذلك تأثير كبير في سير الأحداث في الحرب؛ فقد مكنت الرادارات من اكتشاف سفن وطائرات العدو، إضافةً إلى استخدام الرادارات في توجيه المقذوفات المجهزة بصاعق اقترابي (المقذوفات التي تنفجر قبل اصطدامها بالهدف بمسافة معينة).
عُد كل من التشفير الرياضي وتوقعات الأنواء الجوية وبحوث تطوير الصواريخ؛ تخصصات محورية بالنسبة للجهد الحربي، إذ كان للتمويل الحربي -الذي حظي بالأولوية في تلك الحقبة- تأثيرات كبيرة طويلة الأمد على تطور تلك التخصصات. في نهاية الأمر، أنتج توظيف التكنولوجيا في الجهد الحربي الوصول إلى الطائرات النفاثة، والرادارات، والمقذوفات المجهزة بالصاعق الاقترابي، وصولًا إلى القنابل النووية، وهو ما يلخص الاختلاف الجذري لتكنولوجيا ما بعد الحرب عما قبلها. أدى ذلك بالقادة العسكريين لأن يروا في مواصلة التقدم التكنولوجي مفتاحًا للتفوق في الحروب المستقبلية.
تعزز الارتباط بين المؤسسات العسكرية والعلوم الأكاديمية مرة أخرى خلال الحرب الباردة، خصوصًا بالنسبة للولايات المتحدة والاتحاد السوفياتي، إذ واصل الإنفاق العسكري بالصعود حتى خلال فترات السلام الظاهرية، وبالواقع فإنه توسع ليشمل العلوم الإنسانية والطبيعية، وأدت رعايته إلى استحداث علوم جديدة تمامًا كالحوسبة الرقمية. انخفض التمويل العسكري للبحث العلمي بعد انتهاء الحرب الباردة وتفكك الاتحاد السوفياتي، ولكن الكثير من البنية التحتية العلمية الأمريكية بقيت قائمة.
أثارت الوتيرة العالية للتمويل العسكري للعلوم -التي ارتفعت كثيرًا منذ الحرب العالمية الثانية- نتاجًا كبيرًا من المؤلفات التاريخية لتحليل آثار هذا التمويل، وخاصةً بالنسبة للعلوم الأمريكية؛ فمنذ مقال بول فورمان عام 1987 الذي حمل عنوان «ما وراء الإلكترونيات الكمية: الأمن القومي كأساس للبحث الفيزيائي في الولايات المتحدة، 1940-1960 »، كان هنالك نقاش تاريخي مستمر حول كيفية تأثير التمويل العسكري ومداه على مسار البحث العلمي والاكتشاف.
رد فورمان وآخرون بأن التمويل العسكري أعاد توجيه العلوم بصفة جوهرية، ولا سيما الفيزياء، نحو بحوث تطبيقية، وأن التقنيات العسكرية قد شكلت أساسًا للبحث اللاحق حتى في مجالات العلوم الأساسية. في نهاية المطاف، أدى التعاون المكثف بين العلماء والمخططين العسكريين إلى تغيرات في اتجاه البحث العلمي على الصعيد الثقافي والفكري. قدم دانييل كيفليس وجهة نظر بديلة، إذ أفاد بأن التمويل العسكري ورغم رفده العلماء بالفرص ووسع نطاق البحث الفيزيائي كثيرًا، فإنه حافظ على استقلالية العلماء الفكرية.